# Ananias Gebhardt
Ananias Junior Gebhardt (ur. 8 września 1988 w Windhuku) – namibijski piłkarz grający na pozycji lewego obrońcy. Od 2022 jest zawodnikiem klubu Baroka FC.

## Kariera klubowa
Swoją karierę piłkarską Gebhardt rozpoczął w klubie Invincible FC. W sezonie 2006/2007 zadebiutował w jego barwach w drugiej lidze namibijskiej. W 2008 roku przeszedł do Ramblers FC. Z kolei w latach 2010-2013 występował w United Africa Tigers. W 2013 roku został zawodnikiem Black Africa SC. W sezonie 2013/2014 wywalczył z nim mistrzostwo, a w sezonach 2014/2015 i 2015/2016 - dwa wicemistrzostwa Namibii.
W 2016 roku Gebhardt przeszedł do klubu Casa de Portugal z Makau. W 2017 roku został zawodnikiem drugoligowego południowoafrykańskiego Jomo Cosmos FC. Grał w nim przez półtora roku.
Latem 2018 Gebhardt przeszedł do Baroka FC. Zadebiutował w nim 4 sierpnia 2018 w przegranym 0:1 wyjazdowym meczu z AmaZulu FC. W sezonie 2021/2022 spadł z nim do drugiej ligi południowoafrykańskiej.
| Sezon   | Klub                 | Kraj              | Rozgrywki      | Mecze | Bramki |
| ------- | -------------------- | ----------------- | -------------- | ----- | ------ |
| 2006/07 | Invincible FC        | Namibia           | First Division | ?     | ?      |
| 2007/08 | Invincible FC        | Namibia           | First Division | ?     | ?      |
| 2008/09 | Ramblers FC          | Namibia           | Premier League | ?     | ?      |
| 2009/10 | Ramblers FC          | Namibia           | Premier League | ?     | ?      |
| 2010/11 | United Africa Tigers | Namibia           | Premier League | ?     | ?      |
| 2011/12 | United Africa Tigers | Namibia           | Premier League | ?     | ?      |
| 2012/13 | United Africa Tigers | Namibia           | Premier League | ?     | ?      |
| 2013/14 | Black Africa SC      | Namibia           | Premier League | ?     | ?      |
| 2014/15 | Black Africa SC      | Namibia           | Premier League | ?     | ?      |
| 2015/16 | Black Africa SC      | Namibia           | Premier League | ?     | ?      |
| 2016    | Casa de Portugal     | Makau             | Liga de Elite  | 1     | 0      |
| 2016/17 | Jomo Cosmos FC       | Południowa Afryka | NFD            | 13    | 0      |
| 2017/18 | Jomo Cosmos FC       | Południowa Afryka | NFD            | 30    | 2      |
| 2018/19 | Baroka FC            | Południowa Afryka | PSL            | 20    | 0      |
| 2019/20 | Baroka FC            | Południowa Afryka | PSL            | 13    | 1      |
| 2020/21 | Baroka FC            | Południowa Afryka | PSL            | 28    | 3      |
| 2021/22 | Baroka FC            | Południowa Afryka | PSL            | 12    | 0      |
| 2022/23 | Baroka FC            | Południowa Afryka | NFD            | 20    | 2      |

## Kariera reprezentacyjna
W reprezentacji Namibii Gebhardt zadebiutował 6 lipca 2011 w wygranym 1:0 towarzyskim meczu z Malawi, rozegranym w Mzuzu. W 2019 roku został powołany do kadry na Puchar Narodów Afryki 2019. Nie zagrał w nim w żadnym meczu.
W 2024 roku Gebhardta powołano do kadry na Puchar Narodów Afryki 2023. Rozegrał w nim jeden mecz, w 1/8 finału z Angolą (0:3).